# 脱走
脱走（だっそう）とは、束縛されている場所から抜け出して逃げることである。

## 捕虜収容所からの脱走
第二次世界大戦中、連合国側は将兵に対してドイツ軍の捕虜収容所からの脱走を奨励しており、脱走の専門要員をわざと捕虜にさせて収容所に送り込み、脱走計画の指揮を取らせていた。これは脱走者が出ればその捜索に多くの人員が割かれ、その分だけ敵の戦力を削ぐ事が出来る為である。
中でも有名なのは1944年、ドイツ軍の第3捕虜収容所でイギリス空軍のロジャー・ブッシェル少佐指揮のもと起こった大量脱走で、後にこの史実を元に名画『大脱走』が製作された。

## 軍隊における脱走
軍人軍属が正規の手続きを踏まずに部署を離れる事を脱走や脱柵と呼ぶ。規律を乱すため軍法で処罰される。英語では、戻る意思の無い脱走であるdesertionと、一時的な無許可離隊であるunauthorized absence (UA) ないしabsent without leave (AWOL、エイウォールと発音) とに大別できる。UA・AWOLは、許可を得て外出して、定められた帰営時間に遅刻した場合も含む。
戦闘中の脱走は特に敵前逃亡と呼ばれ、平時における脱走よりも重罪で死刑など重刑に処されることが多い。敗走中など規律が弛んでいる場合に起こりやすい。軍事的に半数の損害が出る事を全滅というのは近代以前においてそれほどの損害が出れば脱走が相次ぎ部隊が自然消滅してしまったからである。
また当然ながら本人の意思に反して徴兵される場合や、軍隊および政権の正当性や支持に問題がある場合に起こりやすい。さらに新しい環境に慣れず、しごきに遭いやすい新兵の時期がもっとも脱走が多い。
自衛隊では脱柵と呼ばれる。

## 刑務所等からの脱走
日本では刑務所や留置場からの脱獄は逃走罪となり最高1年の懲役、手錠や収容房を破壊しての脱走は加重逃走罪となり最低3ヶ月最高5年の懲役に処される（刑法第97・98条）。

## 少年院からの脱走
少年院等に関しては、少年院法第十四条にて連れ戻しに関しての規定が定められている。なお、2011年に少年院から鉄格子を切断して脱走した少年の例では、建造物損壊罪の容疑で指名手配が行われた例がある。大量脱走の例では、1951年5月21日に東京医療少年院（当時代々木に所在）から20人が脱走した事件がある。

## 映画
- 穴 (1960年の映画) - 1947年に起こったパリ市内サンテ刑務所での脱走事件を基にしている。
- 大脱走 （1963年）
- 脱走四万キロ （1964年) - ドイツ兵がイギリス軍捕虜収容所から脱走。
- 兵隊やくざ  (1965年) 大宮貴三郎と有田三年兵が機関車で脱走する。劇中において「脱走兵は憲兵に銃殺にされる」という台詞があるが、通常の脱走では銃殺にされることは敵前逃亡を除いてありえない。
- 脱走山脈 （1968年） - 英兵の捕虜が象に乗ってアルプスを越えて脱走する。
- マッケンジー脱出作戦 （1970年） - ドイツ軍将兵がスコットランドの捕虜収容所から脱走を図る。
- 空中大脱出 （1972年）
- 脱走遊戯 （1976年） - 主演：千葉真一、製作：東映による日本映画。
- 勝利への脱出 （1980年）
- 9000マイルの約束 （2001年) - ドイツ兵がシベリアの捕虜収容所から脱走し、3年がかりでユーラシア大陸を横断して帰還。
- 大脱走　コルディッツ収容所 （2005年)
- 脱走 (映画)（朝鮮語版）（2024年） - 北朝鮮の国境警備隊兵士が脱北を企てる模様を描く。